# 岳飛伝 THE LAST HERO
『岳飛伝 THE LAST HERO』（がくひでん ザ・ラスト・ヒーロー、原題：精忠岳飛）は、中国南宋時代の英雄岳飛を題材にしたテレビドラマ。史実に基づき、岳飛の一生と岳飛軍の働きを描いた作品。中国で2013年7月4日より放送された。構想7年、総製作費32億円。全69話。

## 概要
『説岳全伝』に架空の武力万能なスパイである素素姑娘を加え、史実にないが現実にあったかも知れない展開が物語に奥行きを与えている。また、「岳母刺字」「槍挑小梁王」「梁紅玉撃鼓退金兵」などの古典ストーリーも盛り込まれており、すでに内容を知っている人でも楽しめる内容となっている。岳飛が19歳から39歳までの一生を描いており、前半部分では世に出る以前の岳飛が架空のストーリーで描かれる。

## あらすじ
建国以来、北宋にとって遼は常に脅威であった。そこで宋は台頭する金と『海上の盟』を締結し遼と対抗した。
遼の天祚帝が70万の大軍を率いて金を攻めようとしたが、軍勢が混同江を渡ったところ耶律章奴が反旗を翻したため、天祚帝は耶律を討ちに引き返すしかなかった。これを好機と見た金の首領・呉乞買は、東西より挟み討ちにし遼軍を大敗させた。
その知らせは東京汴遼（開封）にも届き、丞相・蔡京と太尉・童貫は徽宗に「金の力を借りて我らも遼に攻めるべきだ」と進言した。
徽宗は童貫を指揮官に命じ総勢15万の軍を燕京に派兵し熾烈な戦いをしたが、宋軍は大敗し潰走する。そこで童貫の配下・劉韐が部下を連れて城を脱出し、金に援軍を求めたのである。

## 登場人物

### 岳飛の家族
| 俳優                                 | 役       | 紹介 | 注釈                                     |
| 黄暁明 （ホァン・シャオミン）        | 岳飛     | 中国史上最大の英雄、最期は冤罪を被せられ謀殺されるが、後に名誉は回復され救国の英雄とされる。             |                                          |
| 周斌 少年期：鄭偉 幼年期：洪偉嘉     | 岳雲     | 岳飛の長子。南宋少将。                                                                                   |                                          |
| 林心如 （ルビー・リン）              | 李孝娥   | 岳飛の妻。                                                                                               |                                          |
| 鄭佩佩 （チェン・ペイペイ）          | 岳飛の母 | 岳飛の背中に『尽忠報国』の刺青を入れる。                                                                 |                                          |
| 張芷渓 少女期：杜含梦 幼年期：張籽沐 | 岳安娘   | 岳飛の娘。井戸に身を投じ自殺する。                                                                       | 『説岳全伝』に見られる銀瓶小姐がモデル。 |
| 楊政                                 | 岳翔     | 岳飛の弟。16集で楊再興により殺される。                                                                   |                                          |
| 万昌皓 少年期：楊思晨                | 岳霖     | 岳飛と李孝娥の息子。                                                                                     |                                          |
| 高玉慶                               | 姚袞     | 岳飛の叔父。賭博に興じるあまり借金をする。岳飛の目を盗み皇帝陵墓の財宝を盗み、岳飛の手により処刑される。 |                                          |
| 于楊芳鑫                             | 小慧     | 李孝娥の侍女。                                                                                           |                                          |

### 岳家軍
| 俳優                          | 役     | 紹介 | 注釈         |
| 閆彦龍 （イェン・イェンロン） | 王貴   | 岳飛の同門。 |              |
| 王駒                          | 張用   | 岳飛の同門。 |              |
| 王紫瑄                        | 烏詩瑪 | 西夏の女。張用の妻。 |              |
| 于栄光 （ユー・ロングァン）   | 周侗   | 岳飛、王貴、張用の師。回想場面でのみ登場する。 |              |
| 康凱 （カン・カイ）           | 牛皋   | 岳飛配下の将軍。 |              |
| 王海祥 （ワン・ハイシャン）   | 楊再興 | 岳飛配下の猛将。元盗賊曹成の弟分。岳飛と戦闘になった際、岳飛の弟である岳翔を殺す。その後、実力を買われていた岳飛に捕らえられると許され、恩義を感じそれまでの行いを悔い岳飛に忠誠を違う。命を狙われた岳飛の母を命懸けで救い、以後は岳飛の兄弟同然の関係で各戦で活躍する。最期は埋伏に遭い矢を全身に浴びて死亡する。 |              |
| 張耘                          | 傅慶   | 岳飛が蜈蚣山を討伐する際に残った30人弱の兵の一人。優秀な刀鍛冶。 |              |
| 崔林 （ツァイ・リン）         | 張憲   | 張所の息子で岳飛配下の武将。岳飛が隠居した際、岳家軍を統率する。冤罪により岳飛とともに処刑される。 |              |
| 張迪                          | 梁興   | 『忠義社』の頭領。岳家軍と行動を共にする。 |              |
| 呉秀波                        | 高寵   | 岳飛配下最強の武将。金との戦で大量に溢れた流民に食事を与えるため盗賊をしている。妻の持病を治療してくれた岳飛の部下となる。 | 虚構の人物。 |
| 劉詩詩 （リウ・シーシー）     | 楊氏   | 高寵の妻。 |              |
| 劉福才                        | 孟邦傑 | 『忠義社』の義士。 |              |

### 宋皇族
| 俳優                      | 役     | 紹介 | 注釈 |
| 石燕京                    | 趙佶   | 北宋八代・徽宗→大上皇 風流韻事しか頭にない。大金をかけて花石綱を手に入れる。 |      |
| 江炫蜜                    | 鄭娘娘 | |      |
| 程五                      | 趙桓   | 皇太子→北宋九代・欽宗 北宋最後の皇帝、徽宗の長子。 |      |
| 閆鹿楊                    | 朱皇后 | 欽宗の皇后。 |      |
| 丁子峻 （アレン・ティン） | 趙構   | 第九皇子→康王→南宋初代・高宗 徽宗の九子。宋朝一の暗君。金に攻められるたび南に遷都し、一時は海上に都を置き船上で政を行う。岳飛の力を借りて失地回復一歩手前までいくが、失地回復後の岳飛の影響力を警戒して帰陣させる。秦檜に命じて岳飛に冤罪をかぶせて処刑する。 |      |
| 劉晨霞                    | 韋氏   | 趙構の生母。 |      |
| 黄小戈                    | 邢秉懿 | 憲節皇后。高宗の正室。靖康の変により北方に連れられ、その地で「洗衣院」に入れられて娼婦となる。後、自死。 |      |
| 黄小戈                    | 呉氏   | 趙構の二番目の皇后。邢秉懿と瓜二つなため後宮に迎え入れられる。 |      |

### 宋朝臣
| 俳優                        | 役     | 紹介 | 注釈         |
| 楊芸                        | 童貫   | 北宋末の太尉。 |              |
| 張国慶                      | 蔡京   | 北宋末の丞相。 |              |
| 陳之輝                      | 劉韐   | 河北宣撫副使。南宋の将軍。 |              |
| 盧映                        | 韓肖冑 | 元は宋の官吏。身寄りのない李孝娥を養女にする。 |              |
| 白志成                      | 袁和   | 徽宗付きの太監。靖康の変の際に、徽宗ら皇族と共に金に囚われる。 |              |
| 羅嘉良 （ロー・ガーリョン） | 秦檜   | 自分の保身のため策を巡らせ、金につくか宋につくかを天秤にかけており両陣営に通じている。一時このことが発覚し監禁されるが、岳飛を恐れる高宗に取り入り和議を結ぶように説得する。高宗の命により岳飛と張憲、岳雲を謀反の罪で捕らえ、万俟卨らに命じて捏造した証拠を基に処刑するよう裏で手を引く。 |              |
| 任黛茜                      | 王氏   | 秦檜の妻。 |              |
| 趙熠洋                      | 秦熺   | 元は王氏の甥だが、秦檜の養子になる。 |              |
| 邵兵 （シャオ・ピン）       | 韓世忠 | 南宋の名将。 |              |
| 張馨予 （チャン・シンユー） | 梁紅玉 | 韓世忠の妻であり南宋の武将。元娼妓。美貌を持ちながら武力にも優れ、夫の韓世忠とともに金と戦う。韓世忠の水軍に大敗した際、妻が流産したことを根に持つ兀朮に標的とされる。最期は城より誘い出され奮戦するも戦死する。                                                                           |              |
| 劉聖文                      | 梁再平 | 梁紅玉の弟で韓世忠の配下。逃亡の罪で捕えられる。 |              |
| 陳大成                      | 康履   | 高宗付きの宦官。 |              |
| 盧勇                        | 宗沢   | 岳飛の良き理解者であり、岳飛を抜擢した抗金の総帥。 |              |
| 王騰                        | 宗欣   | 宗沢の甥。 |              |
| 王力                        | 杜充   | 宋の副元帥。金と通じている。 |              |
| 安亜平                      | 王燮   | 宋の将軍。金通じている。杜充と組んで幾度となく岳飛を妨害する。 |              |
| 劉恩佑                      | 梁王   | 金と通じており、兵を募る手合せの場で次々と参加者を殺害する。 | 虚構の人物。 |
| 程六一                      | 張邦昌 | 金と通じており、金が汴京（開封）を陥落した後にできた傀儡国家・楚の皇帝となった。 |              |
| 劉魁                        | 李綱   | 宋の大臣。抗戦を唱えたために罷免される。 |              |
| 賀鏹                        | 汪伯彦 | 宋の大臣。 |              |
| 畢振林                      | 王淵   | 宋の大臣。 |              |
| 楊哲                        | 張所   | 宋の将軍。 |              |
| 海子                        | 王彦   | 張所の配下の武将。軍法に従わなかった岳飛を処刑しようとする。 |              |
| 李達                        | 苗傅   | 宋の将軍。劉正彦と共に「苗劉の変」を起こす。 |              |
| 羊柳                        | 劉正彦 | 宋の将軍。苗傅と共に「苗劉の変」を起こす。 |              |
| 田京泉                      | 趙鼎   | 宋の大臣。攻金派。 |              |
| 王鴎                        | 趙小満 | 趙鼎の娘。親の敵を討つために秦檜の屋敷に潜り込むが、秦檜に見初められる。 |              |
| 楊升                        | 張俊   | 宋の将軍。秦檜派。 |              |
| 曾紅生                      | 万俟卨 | 秦檜派の奸臣。岳飛を裁き処刑した張本人。岳飛死後参政となるが秦檜と仲違いし、罷免される。 |              |
| 周中和                      | 姚太監 | 高宗付きの宦官。 |              |

### 金軍
| 俳優                          | 役           | 紹介                                                                                         | 注釈                     |
| 李振起 （リー・ジェンチー）   | 太宗・呉乞買 | 金太祖の弟で金の第2代皇帝。                                                                  |                          |
| 呉卓翰 （アンドリュー・ウー） | 粘没喝       | 金の元帥。                                                                                   |                          |
| ユ・スンジュン                | 兀朮         | 金太祖の四子。金軍の総帥。重騎鉄浮屠を率いて河北を制圧する。後に岳飛に対策を取られ大敗する。 |                          |
| 王巍                          | 斡離不       | 金太祖の二子。秦檜とつながっており、和平派。                                                 |                          |
| 安沢豪                        | 哈迷蚩       | 兀朮の軍師。                                                                                 | 『説岳全伝』の登場人物。 |
| 姜正陽                        | 翎妃         | 粘没喝の妹で兀朮の妻。                                                                       |                          |
| 仇世友                        | 韓常         | 粘没喝配下の大将。漢族。                                                                     |                          |
| 李振起                        | 拓跋耶烏     | 粘没喝配下の将軍。                                                                           |                          |
| 剛照日嘎                      | 夏金烏       | 兀朮配下の猛将。楊再興を罠におびき寄せ討ち取る。後に岳雲に討たれる。                         |                          |
| 李昊翰                        | 宇文虚中     | 放浪しているところを金軍に捕らえられる。漢族。                                               |                          |
| 謀佳琪                        | 合剌         | 金太祖の嫡孫で金の第3代皇帝・熙宗。                                                          |                          |
| 宋文賓                        | 烏棱思謀     | 太宗の侍従。                                                                                 |                          |

### 宜興の人々
| 俳優                        | 役     | 紹介 | 注釈                     |
| 張嘉倪 （ジェニー・チャン） | 呉素素 | 『忠義社』の一員。宋代一の薬屋で富豪張大年の娘で、武力に優れ主に諜報を得意とする。鍼灸、医術も体得しており高寵の妻を治療する。岳飛に想いを寄せており、常に裏で岳飛を支える。 |                          |
| 武振素                      | 張大年 | 呉素素の父で宜興の名士。朝廷からの支援が得られない岳家軍を助ける。 |                          |
| 趙円媛 幼年期：王可欣       | 娟児   | 黄河が決壊した際に孤児になり張大年に助けられる。岳家軍が張家に身を寄せた頃より岳雲と親しくなり、岳雲の妻となる。                                                             | 岳雲の妻・鞏氏がモデル。 |
| 董玥                        | 桂娘   | 酒楼・丹桂坊の看板娘。牛皋の妻になる。 |                          |

### その他
| 俳優   | 役             | 紹介                                                                                         | 注釈 |
| 劉蘭芳 | 講釈師         | ドラマの時々で講談によってストーリーが展開する。                                             |      |
| 侯友勝 | 独眼龍         | 張用が山賊をしていた時の仲間。                                                               |      |
| 朱安洲 | 大脚丫         | 張用が山賊をしていた時の仲間。                                                               |      |
| 桑偉淋 | 曹成           | 楊再興が属していた山賊の頭領。                                                               |      |
| 孫蛟龍 | 吉勇           | 蜈蚣山の山賊の頭領。毒を盛られて死ぬ。                                                       |      |
| 李永林 | 吉倩           | 吉勇の弟で蜈蚣山の山賊の頭領。西夏の女・烏詩瑪を娶ろうとするが逃げられる。矢で射られて死ぬ。 |      |
| 鍾雲鵬 | 劉半仙         | 山賊。張用と烏詩瑪を襲うが失敗する。                                                         |      |
| 穎児   | 江南第一の美女 | 高宗から岳飛に側室として下賜されるが、岳飛は断る。                                           |      |
| 趙秋生 | 張超           |                                                                                              |      |
| 費菲   | 青丸           |                                                                                              |      |
| 陳剛   | 趙雲           |                                                                                              |      |
| 王程   | 高虎           |                                                                                              |      |
| 呂石磊 | 高豹           |                                                                                              |      |
| 凌一磊 | 高龍           |                                                                                              |      |
| 王琪瑞 | 武俾           |                                                                                              |      |

## スタッフ
- 原作 - 唐季禮
- 監督 - 鞠覚亮
- 主題歌「瀟瀟雨未歇」
  - 歌 - 周華健、蘇慧倫
  - 作曲 - 周華健、唐季禮
  - 作詞 - 李宗盛、詹徳茂